# Thành phố độc lập cấp huyện (Đức)
16 Bang của Đức lại được chia thành 402 huyện, trong đó là 107 thành phố độc lập (tiếng Đức: kreisfreie Städte: thành phố độc lập cấp huyện; hoặc Stadtkreise: thành phố cấp huyện, tương đương thị xã ở Việt Nam) – thành phố mà chỉ quản trị riêng nó, không bao gồm nhiều xã và các thành phố nhỏ như các huyện khác. Thị trưởng các thành phố độc lập có cấp bậc ít nhất ngang hàng với chủ tịch huyện.
Thường thì đó là những thành phố có dân số lớn hơn 100.000. Tuy nhiên ở Baden-Württemberg, Niedersachsen và Nordrhein-Westfalen cũng có những thành phố lớn, mà không phải là thành phố độc lập. Ngược lại ở Bayern và vùng Pfalz (trước kia thuộc Bayern, bây giờ là một phần của Rheinland-Pfalz) có thành phố độc lập, mà dân số ít hơn 50.000.
Thành phố độc lập nhỏ nhất nước Đức là Zweibrücken ở Rheinland-Pfalz có ít hơn 35.000 dân cư (cuối 2010), lớn nhất là München (thủ phủ của bang Bayern) với hơn 1,3 triệu dân. Berlin và Hamburg tuy lớn hơn, nhưng là thành bang. Bang Bremen gồm có 2 thành phố độc lập, thành phố Bremen và hải cảng Bremerhaven, cách đó 60 km.
Khoảng chừng 25 triệu người sống tại 107 thành phố độc lập này.